# Ommata erythrodera
Ommata erythrodera là một loài bọ cánh cứng trong họ Cerambycidae.